# Zinco
Lo zinco è l'elemento chimico di numero atomico 30 e il suo simbolo è Zn. È il primo elemento del gruppo 12 del sistema periodico, facente parte del blocco d, ed è quindi formalmente un elemento di transizione, sebbene per il suo comportamento chimico assomigli molto di più a quello dei metalli di post-transizione.
Lo zinco è presente in natura con cinque isotopi. Allo stato metallico mostra lucentezza grigio argentea con una distinta sfumatura azzurrina; è un metallo diamagnetico, discreto conduttore di elettricità e calore; a temperatura ambiente è molto poco duttile o malleabile, quasi fragile, ma diviene tale se riscaldato tra 110 °C e 150 °C, intervallo in cui è facilmente lavorabile. Entra a far parte di molte leghe, la più comune è l'ottone (Zn e Cu).
Il principale minerale di zinco è la sfalerite (o blenda), che è essenzialmente il suo solfuro (ZnS), un composto semiconduttore che forma cristalli aventi struttura cubica simile a quella del diamante. Per la sua affinità per lo zolfo e omologhi superiori (calcogeni) è classificato geochimicamente tra i metalli "calcofili".
Lo zinco, a differenza dei suoi omologhi superiori cadmio e mercurio, che sono tossici, è un elemento che in tracce è essenziale per l'organismo umano ed è presente in esso in quantità superiore a quella di qualsiasi altro oligoelemento al di fuori del ferro.

## Storia
Leghe di zinco sono state usate per secoli: l'ottone è senza dubbio la più antica, e si ritrovano manufatti in tale lega in Palestina a partire dal 1400 al 1000 a.C. Oggetti di zinco puro all'87% sono stati rinvenuti nella Transilvania preistorica. A causa del basso punto di ebollizione e della reattività chimica di questo metallo (lo zinco puro tende ad evaporare piuttosto che a raccogliersi in forma liquida) la vera natura metallica di questo elemento non fu riconosciuta dagli antichi.
La fabbricazione dell'ottone era nota ai Romani circa fin dal 30 d.C., con una tecnica che prevedeva il riscaldamento di rame e calamina in un crogiolo. Il calore riduceva gli ossidi di zinco della calamina, e lo zinco libero veniva catturato dal rame, formando l'ottone, che veniva poi colato in stampi o forgiato.
L'estrazione e l'uso di forme impure di zinco era praticato già nel 1000 a.C. in Cina e in India; per la fine del XIV secolo gli indù erano a conoscenza dell'esistenza dello zinco come metallo a sé stante, diverso dai sette metalli noti agli antichi. In Occidente la scoperta dello zinco puro metallico pare sia dovuta al tedesco Andreas Marggraf, nel 1746, sebbene l'intera storia presenti dei lati romanzati.
Descrizioni di come ottenere ottone sono trovate in Europa occidentale negli scritti di Alberto Magno (1248 circa), ed entro il XVI secolo, la conoscenza e l'uso del nuovo metallo si diffuse ampiamente. Nel 1546 Agricola osservò che nei forni dove erano stati fusi dei pani di zinco si condensava sulle pareti un metallo bianco che poteva essere recuperato grattandolo via; nelle sue note aggiunse che un metallo del tutto simile, chiamato zincum, si preparava in Slesia. Paracelso (1493-1541) fu il primo in occidente a notare che lo zincum era in realtà un nuovo metallo e che aveva un insieme di proprietà chimiche separate da quelle degli altri metalli noti. Quindi lo zinco era già noto quando Marggraf fece la sua scoperta, e infatti lo zinco era già stato isolato due anni prima da un altro chimico, Anton von Swab. Tuttavia la qualità e la metodica precisione dei suoi esaustivi resoconti fu tale da cementare la sua fama come scopritore dello zinco.

Simbolo alchemico dello zinco

Prima della scoperta della tecnica della flottazione del solfuro di zinco, la calamina era la principale sorgente di zinco metallico.

## Caratteristiche
La superficie dello zinco all'aria si ricopre di una patina che protegge gli strati sottostanti. La resistenza meccanica è bassa e la durezza inferiore a quella del rame.
Lo zinco è un metallo moderatamente reattivo, che si combina con l'ossigeno, alogeni e altri non metalli; reagisce molto facilmente con acidi diluiti in soluzione acquosa generando idrogeno. 
Lo stato di ossidazione praticamente esclusivo dello zinco è +2, come per il magnesio, con il quale presenta altre analogie: per entrambi la configurazione elettronica esterna presenta due elettroni al di sopra di gusci elettronici completi: [Ne] 3s2 per Mg e [Ar] 3d10 4s2 per Zn.
Il raggio ionico di Zn2+ è 88 pm, quasi uguale a quello di Mg2+ (86 pm), il che si riflette nella similitudine in molta della sua chimica. In particolare, nello zinco c'è indisponibilità degli elettroni del guscio sottostante per la formazione dei loro composti, come accade per il magnesio, e ciò a differenza del rame che è l'elemento precedente e di tutti i metalli di transizione ancora precedenti; tuttavia, lo zinco metallico è decisamente meno reattivo e molto meno riducente: il potenziale di riduzione dello ione Zn2+(-0,762 V) è molto meno negativo di quello di Mg2+ (-2,372 V); in questo lo zinco assomiglia, piuttosto, al manganese (-1,185 V), che è un po' più reattivo.
La minore reattività dello zinco viene sfruttata anche in chimica organica, dove i composti di organozinco (zinco dialchili, R2Zn, e alogenuri di zinco alchile, RZnX) risultano meno nucleofili e meno basici dei corrispondenti composti di organomagnesio, permettendo così migliore selettività e meno precauzioni nel loro uso.

## Disponibilità
Lo zinco è il ventitreesimo elemento più abbondante nella crosta terrestre; i giacimenti di zinco più sfruttati contengono di solito il 10% di ferro e il 40%-50% di zinco. I minerali da cui si estrae lo zinco sono la sfalerite (o blenda), la smithsonite, la calamina e la franklinite.
Esistono miniere di zinco in tutto il mondo e i maggiori produttori sono l'Australia, il Canada, la Cina, il Perù e gli Stati Uniti. In Europa le due miniere più importanti sono la Vieille Montagne in Belgio e la Zinkgruvan in Svezia.

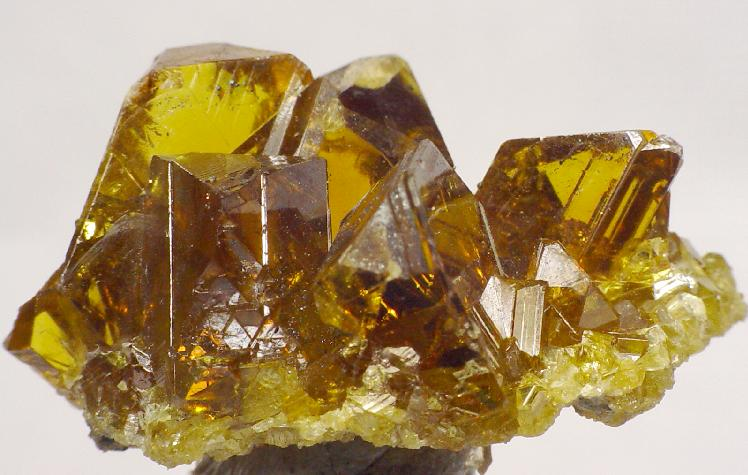
Sfalerite
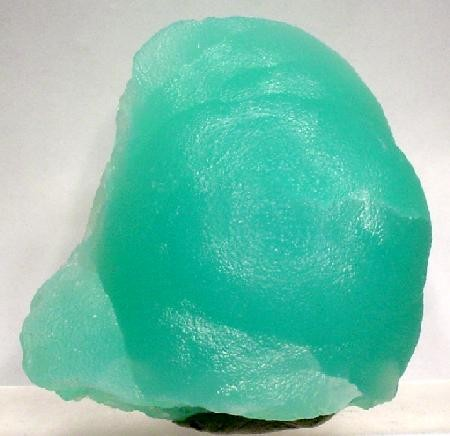
Smithsonite
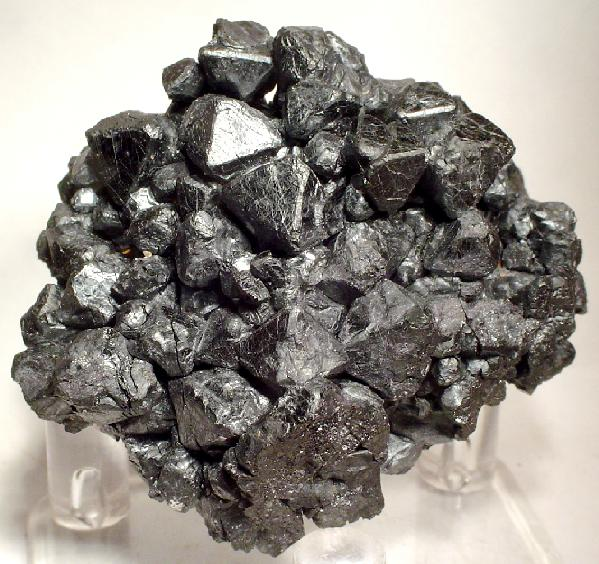
Franklinite

| I maggiori produttori di zinco nel 2019 | I maggiori produttori di zinco nel 2019 | I maggiori produttori di zinco nel 2019 |
| Posizione                               | Paese                                   | Produzione (tonnellate)                 |
| --------------------------------------- | --------------------------------------- | --------------------------------------- |
| 1                                       | Cina                                    | 4 210 000                               |
| 2                                       | Perù                                    | 1 400 000                               |
| 3                                       | Australia                               | 1 330 000                               |
| 4                                       | Stati Uniti                             | 753 000                                 |
| 5                                       | India                                   | 720 000                                 |
| 6                                       | Messico                                 | 677 000                                 |
| 7                                       | Bolivia                                 | 520 000                                 |
| 8                                       | Canada                                  | 336 000                                 |
| 9                                       | Kazakistan                              | 304 000                                 |
| 10                                      | Russia                                  | 260 000                                 |
| 11                                      | Svezia                                  | 245 000                                 |
| 12                                      | Brasile                                 | 163 000                                 |

## Estrazione
Lo zinco è il quarto metallo più comune nell'uso tecnologico dopo ferro, alluminio e rame, per tonnellate di metallo prodotto annualmente.
L'estrazione dello zinco viene operata secondo due differenti procedimenti: per via termica o per via elettrolitica.

Produzione mondiale di zinco nel 2006

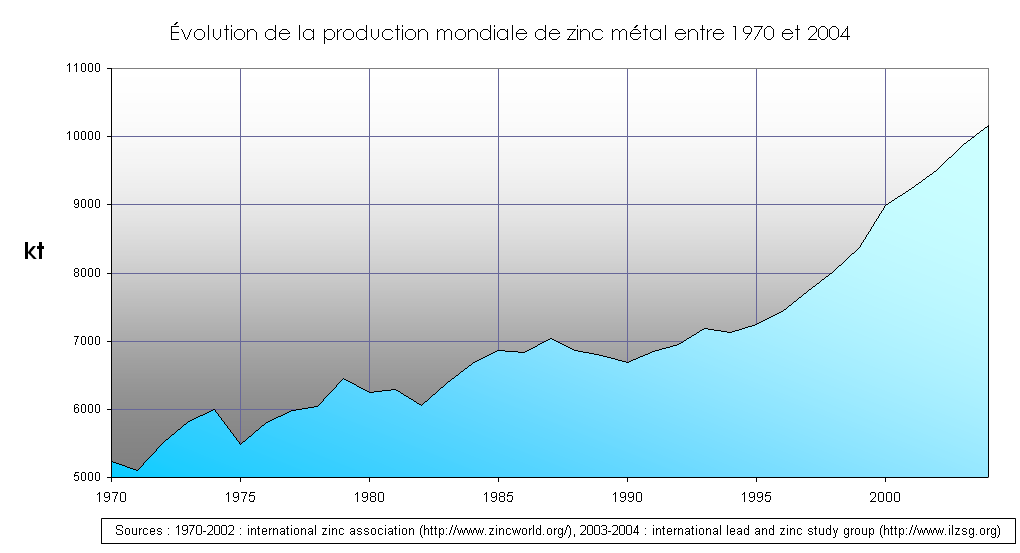
Andamento negli anni della produzione mondiale di zinco tra il 1970 e il 2004

### Via termica
I minerali di zinco vengono ossidati con aria, secondo la reazione:
2 ZnS + 3 O2 → 2 ZnO + 2 SO2
gli ossidi di zinco vengono poi ridotti per via termica, secondo la reazione:
2 ZnO → 2 Zn + O2
In questa maniera si produce zinco metallico in fase vapore; per poterlo successivamente condensare è necessario estrarlo insieme al piombo, che impedisce alla reazione di tornare indietro verso l'ossido di zinco; il piombo e lo zinco vengono successivamente separati in una colonna di distillazione operante alla temperatura di circa 750 °C in carburo di silicio, da cui si ottengono zinco e piombo pressoché puri allo stato fuso.

### Via elettrolitica
L'ossido di zinco viene lisciviato con acido solforico secondo la reazione:
ZnO + H2SO4 → ZnSO4 + 2 H+
e inviato in una cella elettrolitica che contiene come elettrolita una soluzione di solfato di zinco; l'anodo è costituito da una lastra di piombo, mentre il catodo è costituito da una lastra di zinco puro; la reazione complessiva è:
ZnSO4 + H2O → Zn + H2SO4 + 1/2 O2
ottenendo catodi di zinco puro.

## Isotopi
Dell'elemento zinco si conoscono almeno trenta isotopi, con numeri di massa che vanno da A = 54 ad A = 83.Tra questi, gli isotopi stabili (o almeno apparentemente stabili) dello zinco esistenti in natura sono i cinque che seguono, con le loro abbondanze relative in parentesi: 
64Zn (il più abbondante, 48,6%), 66Zn (27,73%), 67Zn (4,04%), 68Zn (18,45%) e 70Zn (0,61%).

### Isotopi stabili
Gli isotopi naturali centrali (66Zn, 67Zn, e 68Zn) sono stabili, mentre il primo (64Zn) e l'ultimo (70Zn) sono soggetti a modi di decadimento di segno opposto, ma con emivite enormi (rispettivamente stimate con limiti inferiori di 2,7×1021 e 1,3×1016 anni) molto maggiori della età stimata dell'universo, che è dell'ordine di 1010 anni, e ciò comporta che la loro radioattività sia talmente ridotta da essere insignificante e ciò permette di considerarli, all'atto pratico, come non radioattivi.
L'isotopo Zn-64 è soggetto al decadimento, in maggior parte per cattura elettronica e emissione di positrone (ε+β+), e in minor parte per doppia cattura elettronica (εε), in entrambi i casi con emissione di 2 neutrini; questo lo trasforma in Ni-64 (Q(εε) ≈ 1094,9 keV, Q(ε+β+) ≈ 72,9 keV), il quale è l'ultimo isotopo naturale del nichel, che è stabile.
L'isotopo Zn-70, l'ultimo per abbondanza, è invece soggetto al doppio decadimento β−, con emissione di 2 antineutrini; questo lo trasforma in Ge-70 (Q = 998,46 keV), il quale è il primo isotopo naturale del germanio, che è stabile. Per la sua scarsa abbondanza naturale (0,61%) può essere usato per testare l'assorbimento dello zinco (oligoelemento essenziale) con somministrazioni di campioni opportunamente arricchiti in questo isotopo. Inoltre, dato che questo è un isotopo naturale ricco di neutroni (10 più dei protoni), viene considerato il suo impiego in ricerche sulla sintesi di elementi superpesanti.
L'isotopo Zn-67, sebbene penultimo per abbondanza, è tuttavia l'unico isotopo naturale ad avere uno spin nucleare (5/2-) e questo rende possibile l'applicazione su questo nucleo della risonanza magnetica nucleare (67Zn-RMN) allo stato solido, che viene usata sia su nanoparticelle sia su sistemi biologici.

### Isotopi radioattivi
L'isotopo 54Zn è in isotopo singolare dello zinco. Con un'emivita di appena 1,59 millisecondi, decade per il 92% per doppia emissione di protone, trasformandosi in 54Ni (Q = 1,509 MeV), un modo di decadimento estremamente raro, possibile solo a nuclei atomici fortemente carenti di neutroni e aventi protoni in numero pari. Un altro nuclide che esibisce tale fenomeno è il 45Fe.
L'isotopo Zn-62 decade, con un'emivita di 9,186 ore, per emissione di positrone (β+) a Cu-62 (Qεε = 1626,2 keV, Qβ+ = 604,2 keV); quest'ultimo nuclide decade a sua volta, ancora β+, a dare Ni-62, stabile.
L'isotopo Zn-63 (spin 3/2-), con emivita di 38,47 minuti, decade per emissione di positrone (β+) a Cu-63 (Qεε = 3,366 MeV), stabile.
L'isotopo Zn-65 (spin 3/2-), con emivita di 244,01 giorni, decade per cattura elettronica/emissione di positrone (ε/β+) a Cu-65 (Qε = 1352,1 keV, Qβ+ = 330,1 keV), stabile. Questo è il radioisotopo più longevo e anch'esso trova applicazioni in studi di assorbimento e metabolismo dello zinco.
L'isotopo Zn-69 (spin 1/2-), con emivita di 56,33 minuti, decade β− a Ga-69 (Q = 909,8 keV), stabile.
L'isotopo Zn-71 (spin 1/2-), con emivita di 2,45 minuti, decade β− a Ga-71 (Q = 2,813 MeV), stabile.
L'isotopo Zn-72, con emivita di 1,933 giorni (46,39 ore), decade β− a Ga-72 (Q = 458 keV), che poi decade a sua volta β− a Ge-72, stabile.

## Composti
- L'ossido di zinco è probabilmente il composto di zinco più noto e più ampiamente usato: costituisce un'ottima base per pigmenti bianchi e si trova in molte vernici. Si usa anche nell'industria della gomma e si vende come protezione solare. Un'ampia varietà di altri composti trovano applicazione in molti settori dell'industria. Il cloruro di zinco viene impiegato nei deodoranti; il solfuro di zinco nelle vernici fosforescenti, e lo zinco metile si usa come reagente in chimica organica. Circa un quarto di tutta la produzione mondiale di zinco viene impiegata sotto forma di composti di zinco.
- Ioduro di zinco
- Solfato di zinco
- Il sale di zinco, in acido acetico, diventa acetato di zinco.

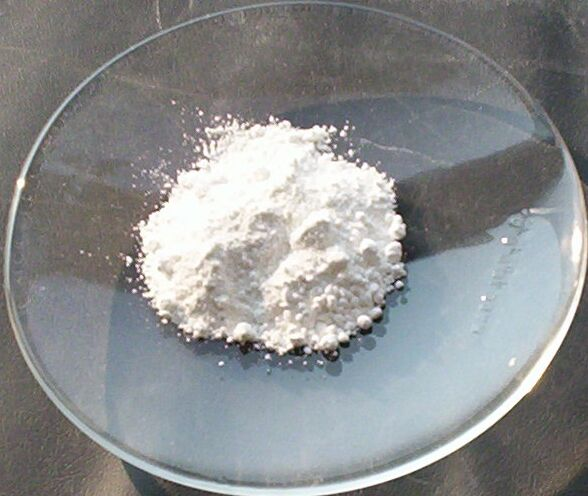
Ossido di zinco
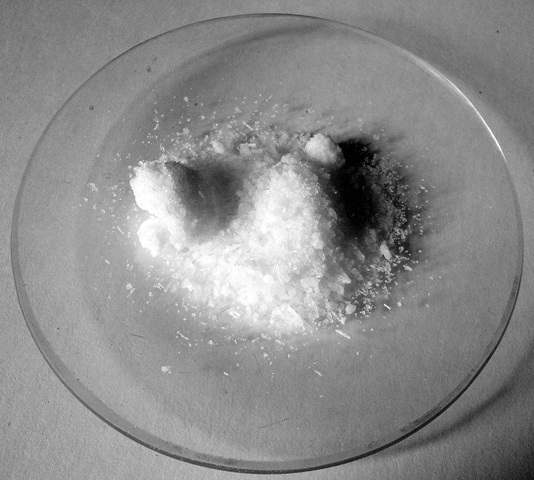
Solfato di zinco
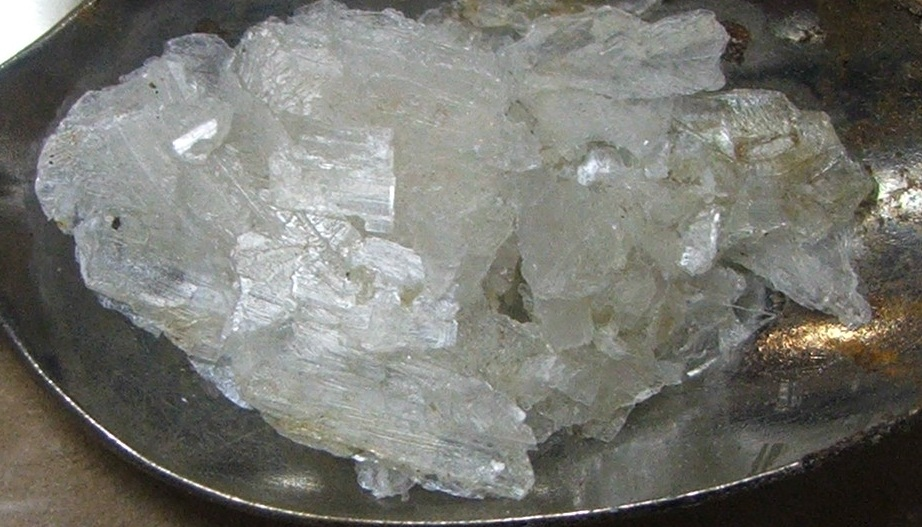
Acetato di zinco

## Applicazioni
- Lo zinco si usa per galvanizzare metalli come l'acciaio per prevenirne la corrosione.
- Lo zinco si usa in leghe come l'ottone, il nichelargento, il metallo per macchine da scrivere, varie leghe per saldatura, l'argento tedesco ecc.
- Una famiglia di leghe di zinco detta comunemente zamak è usata per produrre, tramite pressofusione (die casting, in inglese), getti destinati a impieghi disparati (parti di autoveicoli, elettrodomestici, giocattoli, bottoni e cerniere).
- Fogli di zinco arrotolati sono parte dei contenitori delle batterie Leclanché.
- L'ossido di zinco si usa come pigmento bianco nei colori e nelle vernici ad acqua, e come attivatore nell'industria della gomma. Sotto forma di unguento, l'ossido di zinco si applica in uno strato sottile sulla pelle del naso e delle guance per prevenirne la disidratazione, e quindi proteggerla dal sole d'estate e dal gelo d'inverno. Applicandolo alla zona perineale dei neonati ad ogni cambio, li protegge dalle irritazioni cutanee. Come accertato da studi clinici sul calo della vista nelle persone anziane, l'ossido di zinco è parte importante di un efficace trattamento per alcuni casi di degenerazione maculare dovuti all'età.[37]
- Il cloruro di zinco è usato in alcuni deodoranti, nella cura di alcuni problemi gengivali e come conservante del legno.
- Il solfuro di zinco si usa in pigmenti luminescenti, per rendere luminescenti al buio le lancette degli orologi e altri oggetti.
- Nella chimica organica, i composti organozinco hanno un cospicuo numero di applicazioni per la sintesi di molecole, come nella reazione di accoppiamento di Negishi
- Lozioni a base di calamina, una miscela di Zn-(idrossi-) carbonati e silicati, sono usate per curare le irritazioni cutanee.[38]
- Lo zinco è compreso nella maggior parte degli integratori vitaminici e minerali sul mercato: insieme ad alcuni altri metalli, alcuni pensano che abbia proprietà antiossidanti, che proteggono dall'invecchiamento della pelle e dei muscoli. In quantità maggiori, o preso da solo come in alcuni preparati di zinco, si pensa sia in grado di accelerare i processi di guarigione da un danno fisico.
- Il gluconato di zinco si prende in pastiglie come rimedio contro il comune raffreddore.
- Lo zinco si usa nelle leghe per la produzione di oreficeria e argenteria.
- Un tempo questo metallo veniva usato, essendo più economico, per costruire le canne più grandi degli organi; questa pratica veniva applicata specialmente nel periodo che andava dal primo dopoguerra (1918) fino alla fine degli anni cinquanta, poi fu scartato per ragioni acustiche, ritornando a costruire le canne nella tradizionale lega organaria, fatta di una mescola variabile di stagno e piombo a seconda del tipo di registro a cui appartiene la canna in costruzione.
- Lo zinco viene anche utilizzato come anodo sacrificale nella protezione catodica, una particolare tecnica anticorrosione.
- Il seleniuro di zinco, trasparente al giallo e alla radiazione infrarossa, è il materiale di cui sono composte finestre ottiche, lenti e specchi per laser ad anidride carbonica.[39]

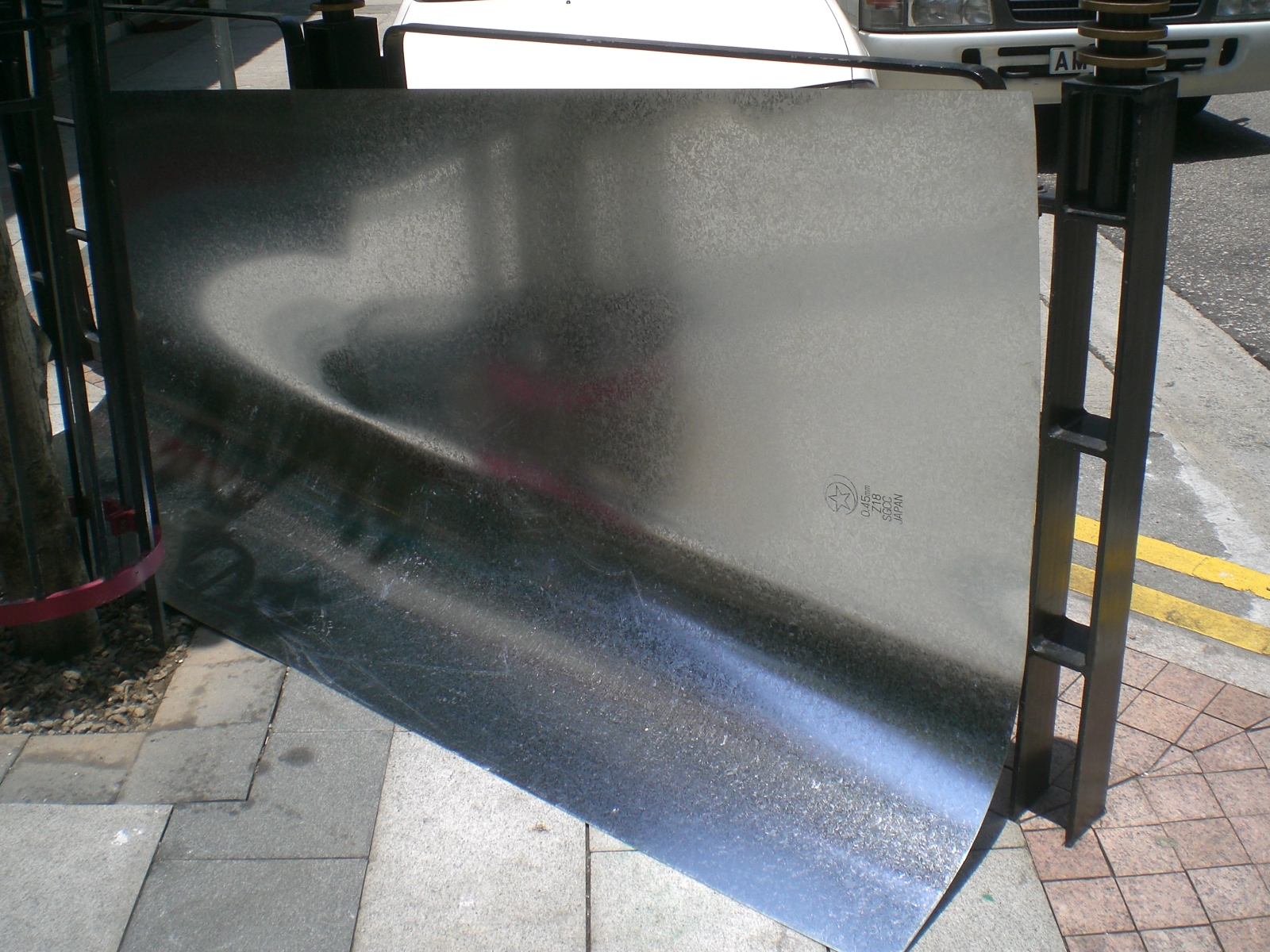
Un foglio di acciaio zincato
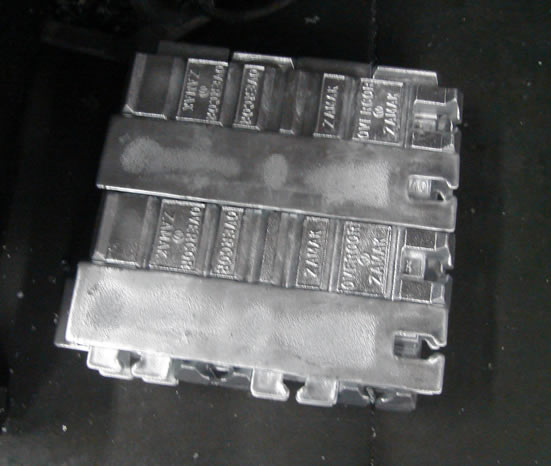
Lingotti in zamak (una lega a base di zinco)
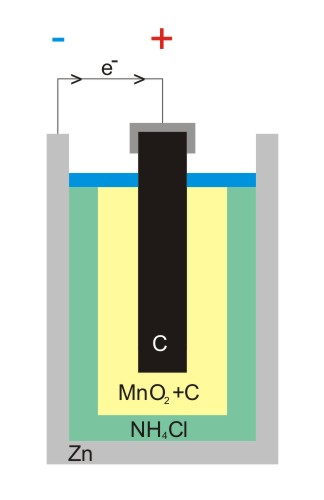
Schema di batteria zinco-carbone (detta "pila Leclanché")

### Metallurgia industriale

#### Rivestimenti protettivi
Lo zinco è utilizzato solitamente per rivestire pezzi metallici al fine di proteggerli dalla corrosione; tale rivestimento può essere effettuato tramite:
- Metallizzazione (spruzzatura): lo zinco puro viene inserito in una pistola a spruzzo a fiamma ossidrica o acetilenica, che vaporizza lo zinco metallico che va poi a depositarsi sul pezzo da rivestire. Questo metodo è molto rapido ed economico e può essere effettuato direttamente in loco. Lo spessore del rivestimento così ottenuto è elevato e non omogeneo.
- Hot dipping: lo zinco in lega con un 5% di alluminio viene fuso e i pezzi da rivestire vengono immersi nel bagno fuso; lo zinco fuso va a bagnare il pezzo, creando le seguenti fasi:
  - Zn η (reticolo esagonale compatto)
  - ZnFe ζ (reticolo tetragonale)
  - ZnFe δ (reticolo cubico a corpo centrato)
  - ZnFe γ (reticolo cubico a facce centrate)

Questo rivestimento, detto zincatura, è molto coerente, ma il suo spessore è elevato e disomogeneo; inoltre la temperatura del bagno fuso potrebbe indurre trattamenti termici nel pezzo da rivestire. La grana finale è molto grossa, visibile anche ad occhio nudo.
- Sherardizzazione (rivestimento meccanico): i pezzi da rivestire vengono inseriti in un tamburo rotante ad alta temperatura insieme a scaglie di vetro e di ZnFe, ottenuti dagli scarti dell'hot dipping; si forma un rivestimento sui pezzi che conferisce resistenza da corrosione e da usura.
- Galvanizzazione: il pezzo viene inserito in una cella galvanica alla quale fa da catodo, mentre come anodo solubile viene utilizzato un pezzo di zinco purissimo; come elettrolita può essere utilizzata una soluzione alcalina oppure acida di solfato di zinco (utilizzato per rendere omogenea la composizione dell'elettrolita); solitamente si utilizzano elettroliti acidi perché presentano sovratensioni maggiori per le impurezze inevitabilmente presenti, impedendo loro di depositarsi; inoltre conducono meglio l'elettricità e permettono consumi minori di elettricità per il processo.

Attraverso galvanizzazione si ottengono spessori molto omogenei e piccoli, anche su pezzi di forma complessa; inoltre la grana cristallina è molto piccola e porta ad una lucidità superficiale esteticamente gradevole; la temperatura della soluzione è inoltre piuttosto bassa (al massimo 80 °C) e non può indurre trattamenti termici nei pezzi da rivestire; occorre però prestare attenzione ai possibili effetti di bordo generati da asimmetrie nel pezzo da rivestire.
Il pezzo da rivestire deve essere preventivamente spazzolato, sgrassato, ripulito da eventuali ossidazioni superficiali tramite decapaggio per assicurare massima aderenza al rivestimento di zinco, la cui funzione è di protezione da corrosione, attraverso:
- strato superficiale di ossido di zinco (ZnO), che a basse temperature è protettivo e protegge da ulteriori ossidazioni
- protezione fisica da corrosione dello strato di zinco metallico sul pezzo
- protezione elettrochimica da corrosione; in caso di danneggiamento dei primi due strati superficiali verrebbe allo scoperto il metallo del pezzo; si formerebbe allora coppia galvanica tra Me e Zn; ma lo zinco ha un'elettronegatività molto bassa e si comporterebbe da anodo, corrodendosi al posto del metallo da proteggere

#### Zinco superplastico
Per una lega di zinco con il 21-23% di alluminio e il 0,4-0,6% di rame, possiamo ottenere un comportamento superplastico, simile al vetro fuso o alla gomma, attraverso un trattamento di solubilizzazione ad una temperatura compresa fra 275 e 375 °C seguito da una tempra ed invecchiamento a temperatura inferiore a 275 °C: si forma una grana cristallina finissima che dà alla lega proprietà superplastiche; se viene superata la temperatura di 275 °C la lega perde tutte le proprietà superplastiche;

#### Leghe da fonderia
Sono solitamente leghe zinco-alluminio con alluminio inferiore al 5%; esso conferisce alla lega una migliore resistenza a corrosione, tranne in ambienti riducenti, e caratteristiche meccaniche superiori allo zinco puro. Si formano strutture dendritiche durante la solidificazione, facilmente sensibili a stress termici e tensionamenti; saranno necessari trattamenti di ricottura anche per pezzi ottenuti in pressofusione.

### Monetazione in zinco

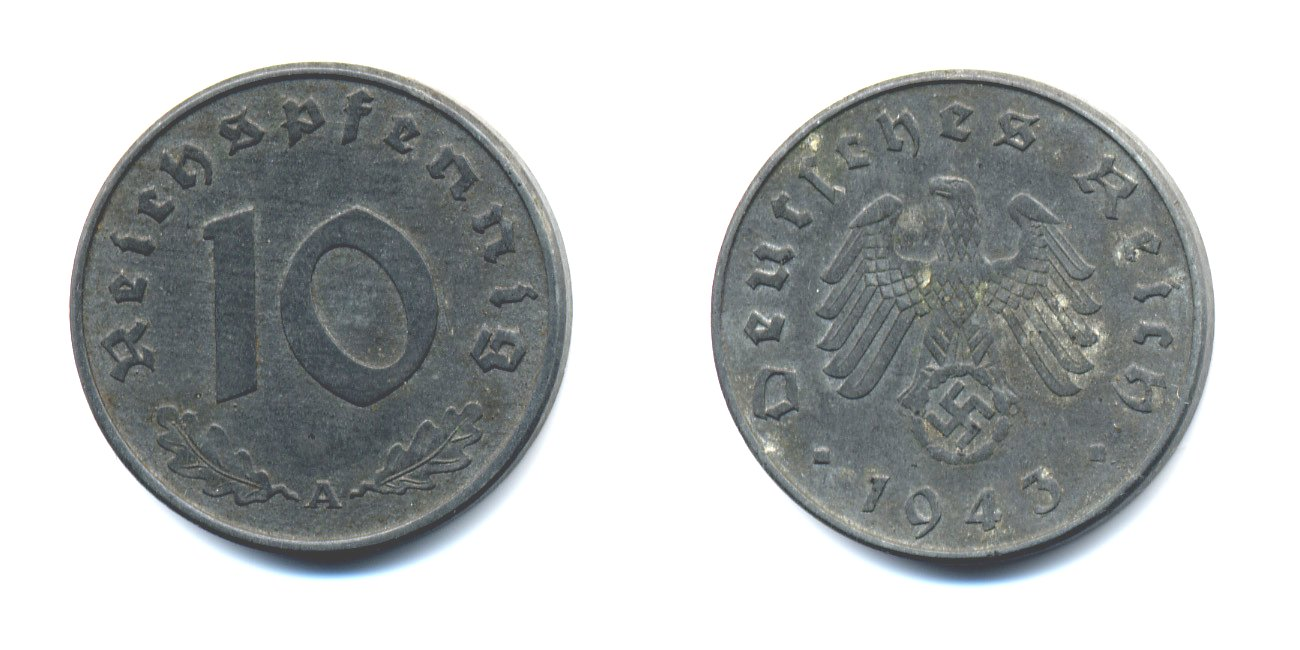
10 Pfennig tedeschi in zinco del 1943, zecca A (Berlino)

Lo zinco è stato usato per secoli nelle monetazioni per creare le leghe, ma il momento di maggiore diffusione fu il periodo bellico del '900.
Durante la prima guerra mondiale con la carenza di metalli per uso bellico, alcuni paesi sostituirono le monete di rame, bronzo ed argento con monete in alluminio e/o zinco. Una delle prime nazioni ad adottare monetazione in zinco fu la Germania che adottò lo zinco nel 1916 per la monetazione minore cioè i 10 Pfennig. Ma anche il Belgio e il Lussemburgo sostituirono i loro centesimi di rame con monete in zinco durante il periodo dell'occupazione tedesca nella Prima guerra mondiale 1915-1918.

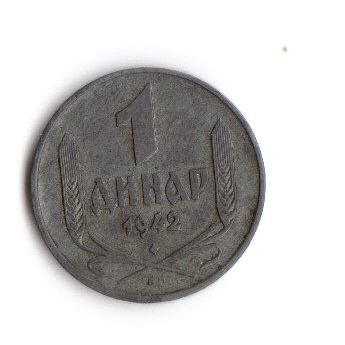
1 dinaro serbo del 1942

Anche nel primo dopoguerra la Germania continuò a produrre monete/gettoni detti Notgeld in zinco, e contemporaneamente anche le monete della Città Libera di Danzica, nonché quelle della Polonia e della Bulgaria venivano battute in zinco. Durante la seconda guerra mondiale i paesi sotto la sfera d'influenza del III Reich, coniarono monete in zinco come la Francia, soprattutto durante la Repubblica di Vichy, la Croazia, l'Ungheria, la Romania, la Serbia, le colonie francesi di Indocina, Libano, Siria e Tunisia. Dopo lo smembramento della Cecoslovacchia, Hitler creò uno stato fantoccio il Protettorato di Boemia e Moravia la cui valuta fu coniata esclusivamente in zinco e la Slovacchia che coniò in zinco la moneta da 5 halierov.

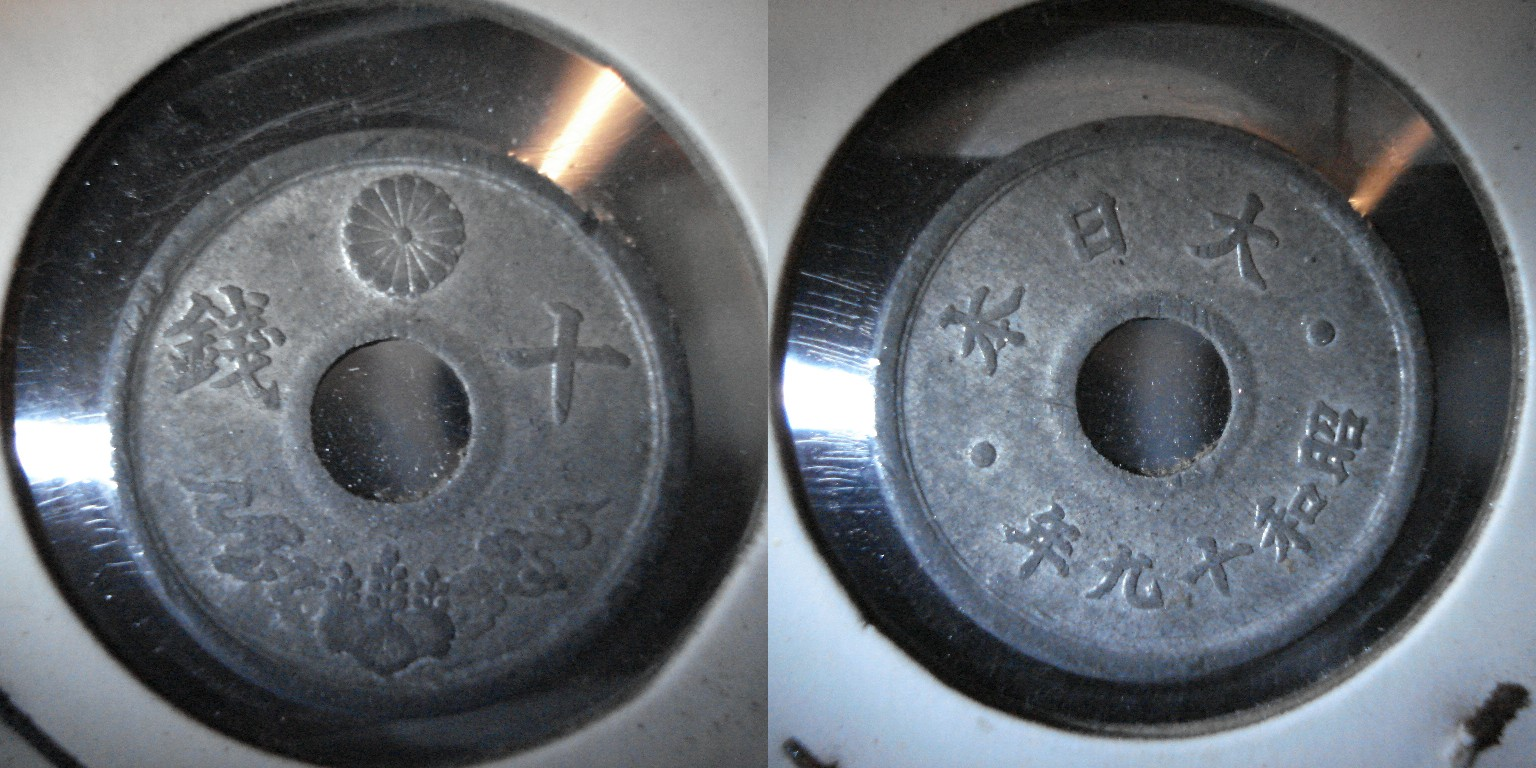
10 yen giapponesi del 1944 in zinco

Si adattarono alla monetazione in zinco anche paesi lontani dalla guerra come ad esempio la Svizzera e la Bolivia. In seguito anche tutti i paesi occupati dalla Germania nazista: il Belgio, i Paesi Bassi, la Danimarca, la Norvegia e perfino la lontana Islanda. Altri cobelligeranti usarono brevemente monete in zinco come il cent americano "Lincoln" nel 1943 e il Giappone le monete da 1, 5 e 10 ¥ ma soltanto nel 1944. Altri paesi, in tempi recenti hanno continuato ad emettere monete in zinco come il Perù, uno dei più grossi produttori del metallo nel mondo, l'Albania, l'Austria e la Danimarca prima dell'euro.

## Importanza biologica
Lo zinco è un elemento essenziale per la vita degli esseri umani e degli animali superiori: una carenza di zinco condiziona pesantemente la crescita corporea e l'aumento di peso. Lo zinco costituisce parti di proteine con dita di zinco e di enzimi ad azione antiossidante come la superossido dismutasi, oppure con funzioni catalitiche come la carbonico anidrasi, la alcool deidrogenasi, e la lattico deidrogenasi. Secondo alcune fonti, assumere pastiglie di zinco può dare una certa immunità dal raffreddore e dall'influenza, ma l'esattezza di queste informazioni è controversa. Inoltre lo zinco è implicato nel funzionamento della vista, dell'olfatto, del tatto e della memoria, ed è responsabile del buon funzionamento di questi, e una carenza di zinco ne causa disfunzioni.
Nei maschi, lo zinco è un elemento importante per la produzione di sperma: in una sola eiaculazione si possono perdere fino a 5 mg di zinco. Una carenza di zinco può provocare una diminuzione nel numero degli spermatozoi nel seme, e viceversa, delle eiaculazioni molto frequenti possono provocare una carenza di zinco.
Scarse riserve di zinco sono responsabili della diminuzione del volume di sperma e del livello di testosterone.
Studi dell'Università dell'Ohio, mostrano che la carenza di zinco nei topi ha incrementato drasticamente i livello di infiammazione e successivamente in vitro su cellule umane che abbassa i livelli della proteina NF-κB, fattore centrale della risposta immunitaria: da qui, l'ipotesi che lo zinco funzioni come un immunomodulatore. La proteina NF-κB porta lo zinco all'interno delle cellule del sistema immunitario che rispondono per prime alle infezioni.

### Effetti collaterali
Lo zinco è necessario alla maggioranza delle metalloproteasi, che governano la vascolarizzazione del tumore. Uno studio correla l'eccesso di zinco alla sintesi di telomerasi nelle cellule tumorali, portando i tumori a diffondersi nel corpo.

### Lo zinco nell'alimentazione

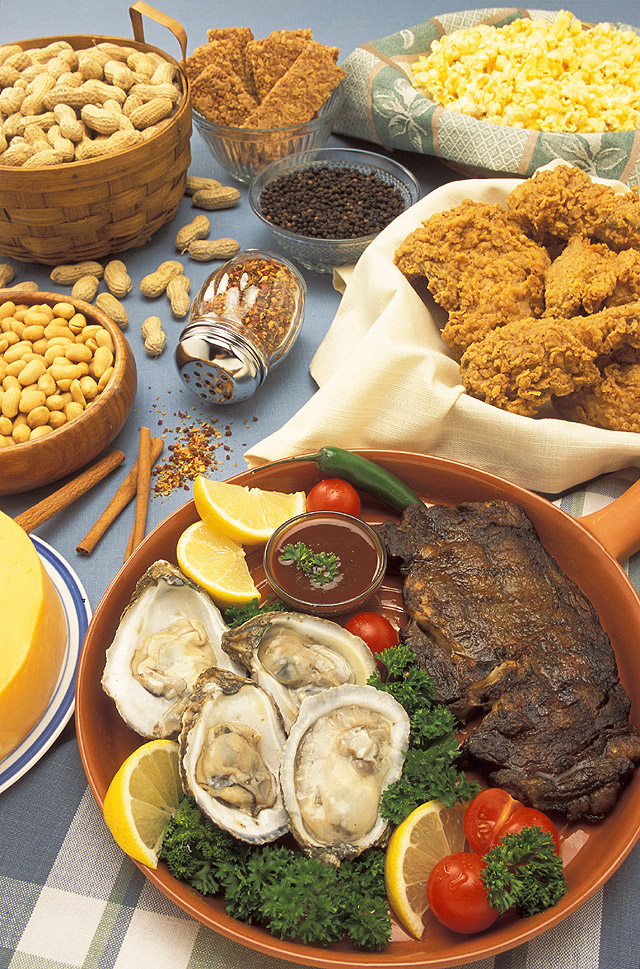
Cibi contenenti zinco

I cibi contenenti zinco sono molti tra cui: ostriche, carne rossa e bianca, noccioline, fagioli, pane integrale, semi di zucca e semi di girasole.
Di seguito sono elencati alcuni dei principali alimenti ad alto contenuto di zinco (contenuto in 100 g di alimento):
I livelli di assunzione raccomandati sono:
- Bambini 4-8 anni: 3-5 mg/die
- Bambini 9-13 anni: 8 mg/die
- Uomini: 11 mg/die
- Donne: 8 mg/die
- Gravidanza: 11–13 mg/die
- Allattamento: 12–14 mg/die

Il rame antagonizza lo zinco. L'equilibrio rame-zinco nei tessuti è importante per non condurre a disordini scheletrici e disturbi ortopedici: è noto che il latirismo, che produce apparentemente una carenza di rame, provoca scoliosi, spondilosi e cifoscoliosi. Un eccesso relativo di zinco rispetto al rame riduce il cross-linking del collagene con conseguente lassità legamentosa e instabilità articolare. Invece, il rame in eccesso riduce l'effetto dello zinco sulla sintesi proteica, con conseguente carenza di proteine normali.

## Precauzioni
Lo zinco metallico non è tossico, ma esiste una sindrome detta brividi da zinco, che può verificarsi per inalazione di ossido di zinco appena formato. Un eccessivo apporto di zinco con la dieta può provocare carenze di altri oligominerali.
Un vasto studio epidemiologico su 47 000 uomini ha evidenziato un aumento del cancro alla prostata per gli integratori di zinco, non per quello da fonte alimentare, assunti in dosi di 100 mg/giorno per periodi prolungati (da 1 a 10 anni), più in proporzione alla durata dell'assunzione che alla dose.
La dose era molto più alta del fabbisogno di zinco di una persona adulta, che si calcola come 0,1 mg/kg/die. Lo zinco stimola l'ormone della crescita IGF1 e il testosterone e ad alte dosi blocca il ruolo protettivo del selenio contro il cancro alla prostata.
Ugualmente, lo zinco è un potente stimolante per la risposta immunitaria, ma in larghe dosi lo indebolisce.